# Catharina Herman
Catharina Herman, död efter 1604, var en nederländsk soldatmaka, berömd för sin räddningsaktion av sin make och ansedd som ett ideal av lojalitet. 
Herman var gift med en soldat som 1600 tjänstgjorde vid försvaret av Oostende mot spanjorerna. Då hon fick höra att staden fallit sålde hon sin egendom och klädde ut sig till man för att försöka befria maken. Hon tillfångatogs anklagad för spioneri, men i fängelset upptäcktes hennes kön av en jesuit som hörde hennes förklaring. Då hon fick veta att krigsfångarna inklusive hennes make dömts till döden bad hon att få dö med honom. Jesuiten rapporterade detta till befälhavaren, greven av Bucquoy, som då frigav både Herman och hennes man. Hon har upptagits i uppslagsverk (tidigast 1625), dikter, pjäser och en roman.